# Сенека (озеро)
Сенека (англ. Seneca Lake) — озеро в штаті Нью-Йорк.
Сенека знаходиться в центрі групи озер Фінгер, розташованих на південь від Онтаріо. Воно найбільше і найглибше з них, а також найглибше озеро штату Нью-Йорк. Довжина — 61 км, ширина — менше 5 км. Тим не менш, утворена від танення Лаврентійського льодовикового щита, озеро має максимальну глибину 188 м, що майже втричі більше глибини Ері (Великі озера).
Свою назву озеро отримало від індіанського племені.
Поблизу озера розташовано безліч виноградників; Фінгер-Лейкс — головний виноробний регіон штату. Також район популярний як місце відпочинку. Адміністративно озеро належить до округів Скайлер, Єйтс та Сенека.
З озером Кейюга Сенека пов'язана каналом.